# Oleksandr Kysljuk

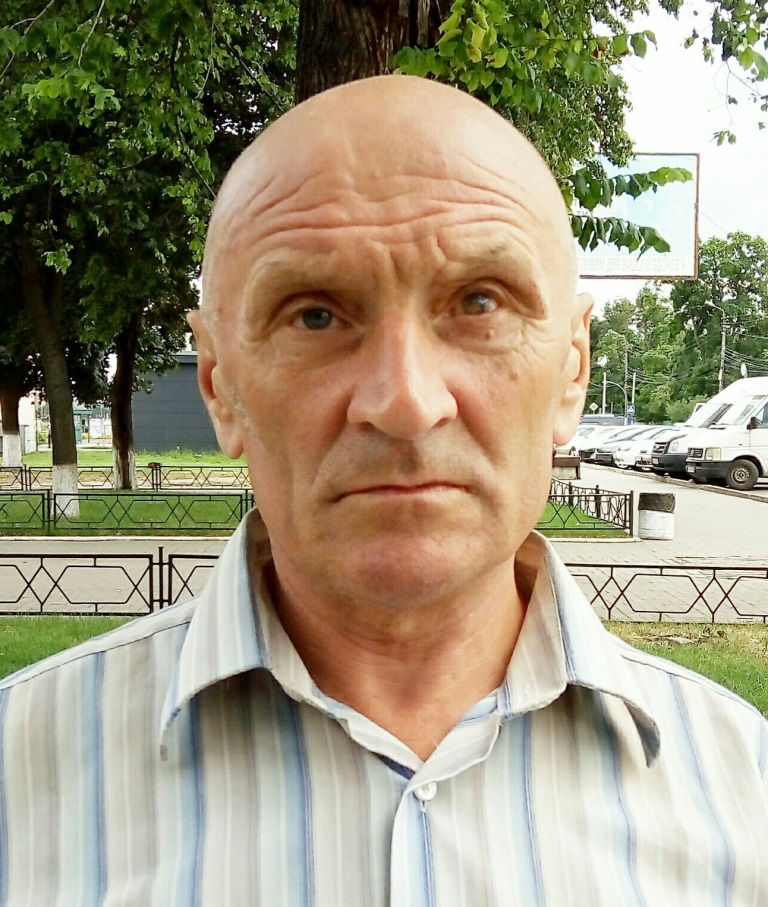
Oleksandr Kysljuk (2019)

Oleksandr Iwanowytsch Kysljuk (ukrainisch Олександр Іванович Кислюк; * 16. Januar 1962 in Holytschiwka; † 5. März 2022 in Butscha) war ein ukrainischer Lehrer, Hochschullehrer und mehrsprachiger Übersetzer. Er wurde Opfer des Massakers von Butscha.

## Leben
1984 schloss Kysljuk das Studium der Geschichtswissenschaft an der Nationalen Taras-Schewtschenko-Universität Kiew ab. Ab 1984 unterrichtete er an verschiedenen Schulen, zuerst in Samostrily und dann in Saposchyn (Rajon Korez, Oblast Riwne). Ab 1991 arbeitete er zusätzlich als Übersetzer. Von 1993 bis 2005 lehrte er moderne Fremdsprachen und alte Sprachen (Deutsch, Altgriechisch, Kirchenslawisch) an der Kiewer Theologischen Akademie und dem Seminar der UOC-KP und gab auch Kurse in Neugriechisch an Schulen in Kiew. Er beherrschte Altgriechisch, Kirchenslawisch, Latein, Englisch, Französisch und Deutsch.
Bis zu seinem Tod 2022 war er Dozent an der Abteilung für Staatstheorie und Rechtsgeschichte des Instituts für Rechts- und Politikwissenschaft der Nationalen Pädagogischen Universität M. P. Drahomanow. Er unterrichtete Römisches Recht.
Während der zwanzig Jahre als Lehrer und Übersetzer schrieb er eine Reihe wissenschaftlicher Artikel und übersetzte viele klassische Werke aus alten und modernen Fremdsprachen.
Vor oder am 5. März 2022 sollen russische Besatzer Oleksandr Kysljuk im Rahmen des Massakers von Butscha während des russischen Überfalls auf die Ukraine in der Nähe seines Hauses in Butscha bei Kiew erschossen haben.

## Werke
Artikel
- Die Ursachen des Nationalen Befreiungskrieges des ukrainischen Volkes in den Jahren 1648–1658 in der Beschreibung der Chronik von S. Grondsky / (Übersetzt aus dem Lateinischen). Verfahren. Sammlung von Arbeiten junger Wissenschaftler und Doktoranden. Band 11: Nationale Akademie der Wissenschaften der Ukraine. Institut für ukrainische Archäographie und Quellenkunde benannt nach MS Hrushevsky. Kiew - 2005. S. 434–455.
- Der Ursprung und die frühe Geschichte der Kosaken in der Chronik von Samuel Grondsky. (Übersetzt aus dem Lateinischen). Verfahren. Band 41. Nationale Universität „Kyjiv-Mohyla-Akademie“. Reihe „Geschichtswissenschaften“. - 2005. S. 88–93.
- Von Pylyavets nach Zamost (Herbstfeldzug der Kosakenarmee 1648 im Lichte von Samuel Grondsky) (Aus dem Lateinischen übersetzt). Verfahren. Band 52. Nationale Universität Kyjiv-Mohyla-Akademie. Reihe „Geschichtswissenschaften“. - 2006. S. 68–73.
- Unbekanntes deutsches „Flugblatt“ über den Chyhyryn-Feldzug von 1678 Alexander Kislyuk, Fr. Yu.Mytsyk / (Übersetzt aus dem Deutschen). Korsun-Magazin. Nr. 15 - 2006. S. 6–8
- Die Anfangsphase der Schlacht bei Berestetschko im Lichte von Samuel Grondsky / Yu. A. Mytsyk / OI Kysljuk / (Übersetzt aus dem Lateinischen). Sammlung von Abstracts der wissenschaftlichen Konferenz „Die Schlacht von Schlacht bei Berestetschko in der Geschichte der Ukraine“. - 2006. S. 3–8.
- Der polnische Chronist Samuel Grondsky und seine Beschreibung der Schlacht von Loyev im Jahr 1649 (aus dem Lateinischen übersetzt). Geschichte des Loev-Landes. Fakten. Bemerkungen. Tagungsband der internationalen wissenschaftlich-praktischen Konferenz zum 500. Jahrestag der Gründung von g.p. Loev. Gomel - 2006. S. 43–48.
- Die Schlacht von Korsun in der Beschreibung des Chronisten des XVIII Jahrhunderts Samuel Grondsky. (Übersetzt aus dem Lateinischen). Korsun-Magazin. № - 2088. С.

Übersetzungen
- Aristoteles: Politik (aus dem Altgriechischen). Kyiv - in zwei „Grundlagen“ -2002.
- Thomas von Aquin: Kommentare zu Aristoteles’ „Politik“ (aus dem Lateinischen).
- Karl Jaspers: Psychologie der Weltbilder. Philosophische Gedankenreihe (aus dem Deutschen, mit R. Osadchuk). / Kyiv. Universität „Universum“ - 2009.
- Matz/Flatz/Loderer. Kultur und Geld. Ein praktischer Leitfaden. (aus dem Deutschen). Kiew. Universität „Universum“ - 2009.
- Norbert Elias. Über die Deutschen. Soziologische Gedankenreihe. (aus dem Deutschen). Kiew. Universität „Universum“ - 2009.
- Sibe Shaap. Unfähigkeit zu vergessen. Nietzsches neue Sicht auf die Wahrheitsfrage. (Wissenschaftliche Ausgabe) (aus dem Deutschen). Kyjiv, Insel Zhupansky.
- Brockhaus. Geschichte Deutschlands in Bildern. Historische Gedankenreihe. (aus dem Deutschen, mit I. Andrushchenko, L. Sandyga). Kyjiv. Universität „Universum“ - 2010.
- Sibe Shaap. Umsetzung der Philosophie. Metaphysische Behauptungen im Denken von TV Adorno (Wissenschaftliche Publikation). Kyjiv. Zhupansky University - 2011. (aus dem Deutschen, mit V. Zadorozhny).
- Joachim Ritter. Metaphysik und Politik. Philosophische Gedankenreihe. (aus dem Deutschen, mit V. Zadorozhny). Kyjiv. Universität „Universum“. - 2011.
- Xenophon: Anabasis. Serie „Zu den Quellen“. Kyjiv „Ukrainischer Schriftsteller“ (aus dem Altgriechischen) - 2011.
- Tacitus: Annalen. Serie „Zu den Quellen“. Kyjiv. Ukrainischer Schriftstellerverband - 2013 (aus dem Lateinischen).
- Justinian: Theologische Werke. (S. 373-586). Aus dem Altgriechischen und Lateinischen aus der Reihe „Patrologie von Minya“. In dem Buch: Heiliger Orthodoxer Justinian I. der Große, christlicher Kaiser und Theologe. (Autor - Erzbischof Konstantin Lozinsky). Kyjiv - 2014.
- Demokratisierung und die Europäische Union. Light Worldview-Reihe. (aus dem Englischen). Kyjiv. Ukrainischer Schriftsteller.
- Ukrainische Autokephalie. (Autor - Metropolit des UOC-Kyjiver Patriarchats Michel Lyarosh, aus dem Französischen). Verlagsabteilung der Ukrainisch-Orthodoxen Kirche des Kyiver Patriarchats - 2015.
- Vollständiges kirchenslawisches Wörterbuch. (Autor - Erzpriester G. Dyachenko. Aus dem Russischen). In der Ukrainisch-Orthodoxen Kirche des Kyjiver Patriarchats - 2015. 1. Band.
- Kysljuk O.I. Die Ursachen des Nationalen Befreiungskrieges des ukrainischen Volkes in den Jahren 1648–1658 in der Beschreibung der Chronik von S. Grondsky / (aus dem Lateinischen). Chronicles und Chronicles-Reihe. (Wissenschaftlicher Redakteur, Rezensent - Prot. PCU, Doktor der Geschichtswissenschaften, Professor Yu. Mytsyk). Buchen Sie eins. Herausgeber FOP Kulyk TM Kyiv - 2020. Übersetzt von: Historia belli cosacco-polonico, Autore Samuele Grondski de Grondi. Conscripta Anno 1676. Litteris Francisci Augustini Patino.